# Związek Kulturalno-Oświatowy Polaków w Gruzji „Polonia”
Związek Kulturalno-Oświatowy Polaków w Gruzji „Polonia” – organizacja polonijna w Gruzji, działająca od 1995 roku.

## Historia
Spotkanie założycielskie odbyło się 9 lutego 1995 roku na Państwowym Uniwersytecie w Tbilisi. W 2022 roku Związek liczył 700 członków. Wśród nich wiele osób z rodzin polsko-gruzińskich, polsko-ormiańskich i polsko-rosyjskich. Ponieważ Związek przyjął zasadę, aby nikogo nie odrzucać część członków może wykazać się związkami z Polską w trzecim, czwarty, a nawet siódmym pokoleniu. Związek prowadzi działalność kulturalno-oświatowa i naukową, dba o odradzanie polskości i kontakty z krajem.
Samodzielne biuro i własną bibliotekę otwarto w 2003 roku.
W 1996 roku jako filia Związku powstał Związek Polaków w Armenii, który w 1997 roku stał się samodzielną organizacją.
O Związku nakręcono kilka filmów. Między innymi: Pozostać ludźmi (TVP Wrocław), W 2008 roku powstał z inicjatywy związku film Polskie motywy w Gruzji.
Z inicjatywy związku zorganizowano międzynarodowe konferencje: 200 lat Polaków na Kaukazie: historia i perspektywy (2000), Etiudy na pograniczu kultur (2005), Romantyzm i współczesność: źródła i perspektywy polsko-gruzińskich kontaktów (2010), Polski Kaukaz: historia i perspektywy kontaktów polsko-gruzińskich (2015).

## Przewodniczący
- Maria Filina (1995– )[2]

## Publikacje
- 1998: polsko-gruziński tomik poezji  Adama Mickiewicza Błogosławieństwo[1]
- 2006: Etiudy na pograniczu kultur materiały pokonferencyjne[1]
- 2007: Losy Polaków na Kaukazie[1]
- 2009: Antologia literatury polskiej dla dzieci[1]
- 2016: Losy Polaków na Kaukazie cz. 1„ Tbiliska grupa” polskich poetów zesłańczych[1]
- 2016: Polski Kaukaz: historia i perspektywy kontaktów polsko-gruzińskich (prace naukowe)[1]
- 2017:  Polski Kaukaz: historia i perspektywy kontaktów polsko-gruzińskich t. 2[1]
- 2018: Losy Polaków na Kaukazie cz. 1„ Tbiliska grupa” polskich poetów zesłańczych (na język gruziński przełożyły Maria Filina i Danuta Ossowska)[1]

## Nagrody
- 2002: nagroda Fidelis Poloniae przyznawana za wybitne zasługi w umacnianiu więzi między Polonią i Polakami za granicą, a krajem[3]
- 2005: Medal Zasłużony dla Tolerancji przyznany przez Fundację Ekumeniczną „Tolerancja”[1]
- 2019: Medal Unii Lubelskiej za wkład w upowszechnianie polskiej kultury i historii[1]